# Monti Sajljugem
I monti Sajljugem (in russo хребет Сайлюгем?, chrebet Sajljugem; in mongolo Сийлхэмийн нуруу, Sijlhėmijn nuruu) sono una catena montuosa che fa parte dei monti Altaj. Si trovano lungo il confine tra la Russia e la Mongolia: tra il Koš-Agačskij rajon della Repubblica dell'Altaj e la provincia mongola del Bajan-Ôlgij

## Geografia
I Sajljugem si allungano per circa 130 km e la loro altezza raggiunge i 3500 m. I punti più alti sono il monte Sary-Nochojt (3502 m) e il Saržematy (3499 m). La catena è lo spartiacque tra le sorgenti dei fiumi Argut e Čuja (bacino del fiume Ob') e il bacino del fiume Hovd. La catena, che rappresenta il confine sud-orientale dell'altopiano di Ukok e quello meridionale della steppa della Čuja, è separata a nord-est dai monti Čichačëv dal passo Durbėt-Daba: il valico, alto 2 481 m, si trova lungo la strada R256 detta "Čujskij trakt", importante via di comunicazione che collega Novosibirsk alla frontiera mongola.. All'estremità occidentale della catena dei Sajljugem si trova il massiccio del Tabyn-Bogd-Ola, che la separa dai monti Altaj meridionali.
La cresta è composta da arenaria, scisti, lava e tufo. Il lichene e la tundra pietrosa prevalgono sugli altopiani e le aree con vegetazione di steppa su terreni kastanozem prevalgono sui pendii meridionali al di sotto dei 2600 m.

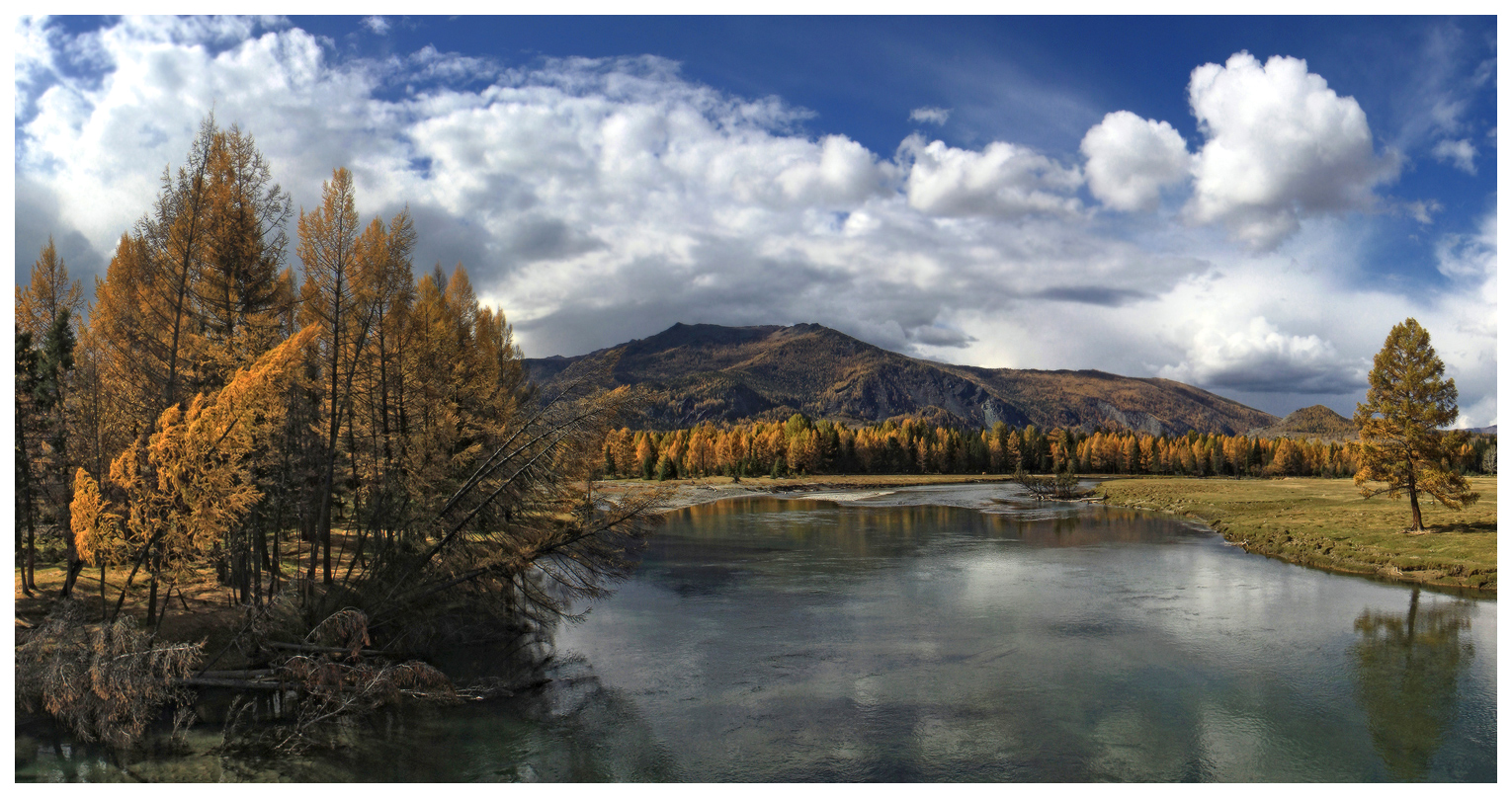
Veduta del parco nazionale Sajljugemskij

Il parco nazionale Sajljugemskij è un'area naturale protetta degli Altaj creata nel 2010 nella regione di Koš-Agačsk, nella Repubblica dell'Altai, con l'obiettivo di preservare il più grande gruppo di leopardo delle nevi dell'Altaj e il più grande gruppo trans-frontaliero di pecore selvatiche asiatiche argali. Nella regione è diffuso anche lo stambecco siberiano.